# Teoría de Landau
La teoría de Landau en física es una teoría que Lev Landau introdujo en un intento de formular una teoría general de transiciones de fase continuas (es decir, de segundo orden).

## Formulación de campo medio (sin correlación de largo alcance)
Landau estaba motivado para sugerir que la energía libre de cualquier sistema debería obedecer dos condiciones: 
- Ser analítica.
- Obedecer las simetría del hamiltoniano.

Dadas estas dos condiciones, uno puede escribir (en la vecindad de la temperatura crítica, Tc) una expresión fenomenológica para la energía libre como una expansión de Taylor en el parámetro de orden. 

### Ejemplo modelo Ising
Por ejemplo, la energía libre del modelo de Ising en la vecindad de la transición de fase puede escribirse como sigue, donde la variable {\displaystyle \Psi } es el campo de espinas de grano grueso, conocido como parámetro de orden o magnetización total: 
{\displaystyle F=a+r\Psi ^{2}+s\Psi ^{4}+H\Psi +...\,}
Podemos truncar la energía libre a la cuarta potencia en {\displaystyle \Psi } sin perder la física de la transición de fase, pero en general, hay términos de orden superior presentes. Para que el sistema sea termodinámicamente estable, el coeficiente de la potencia par más alta del parámetro de orden debe ser positivo. En este caso, encontramos que {\displaystyle s>0}, de modo que la energía libre esté limitada. 
La transición de fase ocurre a alguna temperatura crítica {\displaystyle T_{c}}. Notando que el mínimo en la energía libre cambia de {\displaystyle \Psi =0} a {\displaystyle \Psi \neq 0}  cuando el parámetro {\displaystyle r} cambia de signo, podemos escribir el parámetro {\displaystyle r} en función de la temperatura como 
{\displaystyle r=r_{0}(T-T_{c})\,}
dónde {\displaystyle r_{0}} Es una constante de temperatura independiente. El constante {\displaystyle a} puede tomarse con seguridad como cero porque es simplemente un cambio constante en la energía libre, que no tiene ningún efecto en la física de la transición de fase. 
La teoría del modelo de Ising de Landau primero elevó el parámetro de orden a la prominencia. Tenga en cuenta que el modelo Ising exhibe la siguiente simetría discreta: si se gira cada giro del modelo, de modo que {\displaystyle {S_{i}}\rightarrow {-S_{i}}}, dónde {\displaystyle S_{i}} es el valor de {\displaystyle i^{th}} spin, el hamiltoniano (y, en consecuencia, la energía libre) permanece sin cambios para el campo externo cero {\displaystyle (H=0)}. Esta simetría se refleja en los poderes pares de {\displaystyle \Psi } en {\displaystyle F}. 

### Aplicaciones
La teoría de Landau ha sido extraordinariamente útil. Mientras que los valores exactos de los parámetros {\displaystyle r} y {\displaystyle s} eran desconocidos, los exponentes críticos aún podían calcularse con facilidad, y solo dependían de los supuestos originales de simetría y analiticidad. Para el caso del modelo de Ising, la magnetización de equilibrio {\displaystyle \Psi } asume el siguiente valor por debajo de la temperatura crítica {\displaystyle T_{c}}: 
{\displaystyle \Psi =\pm {\sqrt {\frac {-r_{0}(T-T_{c})}{2s}}}.}
En ese momento, se sabía experimentalmente que la curva de coexistencia líquido-gas y la curva de magnetización de ferromagneto exhibían una relación de escala de la forma {\displaystyle |T-T_{c}|^{\beta }}, donde {\displaystyle \beta }  fue misteriosamente igual para ambos sistemas. Este es el fenómeno de la universalidad. También se sabía que los modelos simples de líquido-gas son exactamente mapeables a modelos magnéticos simples, lo que implica que los dos sistemas poseen las mismas simetrías. Luego se dedujo de la teoría de Landau por qué estos dos sistemas aparentemente dispares deberían tener los mismos exponentes críticos, a pesar de tener diferentes parámetros microscópicos. Ahora se sabe que el fenómeno de la universalidad surge por otras razones (ver Grupo de renormalización). De hecho, la teoría de Landau predice los exponentes críticos incorrectos para los sistemas Ising y líquido-gas. 
La gran virtud de la teoría de Landau es que hace predicciones específicas sobre qué tipo de comportamiento no analítico se debería ver cuando la energía libre subyacente es analítica. Entonces, toda la no analiticidad en el punto crítico, los exponentes críticos, se debe a que el valor de equilibrio del parámetro de orden cambia de forma no analítica, como una raíz cuadrada, cada vez que la energía libre pierde su mínimo único. 
La extensión de la teoría de Landau para incluir fluctuaciones en el parámetro de orden muestra que la teoría de Landau solo es estrictamente válida cerca de los puntos críticos de los sistemas ordinarios con dimensiones espaciales superiores a 4. Esta es la dimensión crítica superior, y puede ser mucho más alta que cuatro en una transición de fase más finamente ajustada. En el análisis de Mukhamel del punto isotrópico de Lifschitz, la dimensión crítica es 8. Esto se debe a que la teoría de Landau es una teoría de campo media y no incluye correlaciones de largo alcance.
Esta teoría no explica la no analiticidad en el punto crítico, pero cuando se aplica a la transición de fase superfluida y superconductora, la teoría de Landau sirvió de inspiración para otra teoría, la teoría de la superconductividad de Ginzburg-Landau. 

## Incluyendo correlaciones de largo alcance
Considere el modelo Ising de energía libre anterior. Suponga que el parámetro de orden {\displaystyle \Psi }  y campo magnético externo, {\displaystyle H}, puede tener variaciones espaciales. Ahora, se puede suponer que la energía libre del sistema toma la siguiente forma modificada: 
{\displaystyle F:=\int d^{D}x\ \left(a(T)+r(T)\psi ^{2}(x)+s(T)\psi ^{4}(x)\ +f(T)(\nabla \psi (x))^{2}\ +h(x)\psi (x)\ \ +{\mathcal {O}}(\psi ^{6};(\nabla \psi )^{4})\right)}
donde {\displaystyle D} es la dimensionalidad espacial total. Entonces, 
{\displaystyle \langle \psi (x)\rangle :={\frac {{\text{Tr}}\ \psi (x){\rm {e}}^{-\beta H}}{Z}}}
Suponga que, para una perturbación magnética externa localizada {\displaystyle h(x)\rightarrow 0+h_{0}\delta (x)}, el parámetro de orden toma la forma  {\displaystyle \psi (x)\rightarrow \psi _{0}+\phi (x)} . Entonces, 
{\displaystyle {\frac {\delta \langle \psi (x)\rangle }{\delta h(0)}}={\frac {\phi (x)}{h_{0}}}=\beta \left(\langle \psi (x)\psi (0)\rangle -\langle \psi (x)\rangle \langle \psi (0)\rangle \right)}
Es decir, la fluctuación. {\displaystyle \phi (x)} en el parámetro orden corresponde a la correlación orden-orden. Por lo tanto, descuidar esta fluctuación (como en el enfoque de campo medio anterior) corresponde a descuidar la correlación orden-orden, que diverge cerca del punto crítico. 
También se puede resolver para {\displaystyle \phi (x)}, del cual el exponente de escala, {\displaystyle \nu }, para longitud de correlación  {\displaystyle \xi \sim (T-T_{c})^{-\nu }} se puede deducir a partir de estos, el criterio de Ginzburg para la dimensión crítica superior para la validez de la teoría de Landau de campo medio de Ising (el que no tiene correlación de largo alcance) se puede calcular como: 
{\displaystyle D\geq 2+2{\frac {\beta }{\nu }}}
En nuestro modelo actual de Ising, la teoría de Landau de campo medio da  {\displaystyle \beta =1/2=\nu } y entonces (la teoría de Landau de campo medio de Ising) es válida solo para una dimensionalidad espacial mayor o igual a 4 (en los valores marginales de  {\displaystyle D=4}, hay pequeñas correcciones a los exponentes). Esta versión modificada de la teoría de Landau de campo medio a veces también se conoce como la teoría de Landau-Ginzburg de las transiciones de fase de Ising. Como aclaración, también existe una teoría de Landau-Ginzburg específica para la transición de fase de superconductividad, que también incluye fluctuaciones. 

## Otras lecturas
- Landau LD Collected Papers (Nauka, Moscú, 1969)
- Michael C. Cross, teoría de Landau de las transiciones de fase de segundo orden,  Archivado el 5 de noviembre de 2019 en Wayback Machine. (apuntes de clase de mecánica estadística de Caltech).
- Yukhnovskii, IR, Transiciones de fase del segundo orden - Método de variables colectivas, World Scientific, 1987, ISBN 9971-5-0087-6

- Datos: Q1626812